# Borókai Gábor
Borókai Gábor (Budapest, 1961. június 14.) újságíró, 1998 és 2002 között kormányszóvivő.

## Tanulmányai
1980-ban kezdte meg jogi tanulmányait az Eötvös Loránd Tudományegyetemen, ahol 1985-ben szerzett diplomát és doktorátust, majd felvették a Magyar Újságírók Országos Szövetségének Újságíró Iskolájába, ahol 1987-ben szerzett képesítést.

## Kezdeti pályafutása
1985-ben lett a Népsport munkatársa, elsősorban labdarúgással foglalkozott, majd 1991-ben a sportnapilap labdarúgó-rovatának vezető szerkesztőjévé nevezték ki. 1995-ben távozott a laptól és áttért a politikai újságírásra. Az Új Magyarország főmunkatársa és belpolitikai rovatvezetője volt, majd 1996-ban a Reform főszerkesztő-helyettese, 1997 és 1998 között annak főszerkesztőjeként dolgozott. Elsősorban belpolitikai témákkal foglalkozott.

## Közéleti pályafutása
1997-ben a Sportújságírók Szövetségének főtitkárává választották. 1998-ban Orbán Viktor akkori miniszterelnök Borókait nevezte ki kormányszóvivőnek, amely pozíciót 1999-től a Miniszterelnöki Hivatal politikai államtitkáraként töltött be. 2002-ig, a ciklus végéig töltötte be ezt a pozíciót.

## Pályafutása az elektronikus sajtóban
A Fidesz 2002-es választási veresége után külső befektetők segítségével beindította a Hír TV-t, mely Magyarország első hírekre specializált televíziós csatornája lett. A csatornának 2004-ig vezérigazgatója, majd rövid ideig elnöke. A 2004-es tulajdonosváltás után távozott a csatornától. Azután a Heti Válasz című közéleti hetilap szerkesztőbizottságának elnöke, majd főszerkesztője lett.

## Művei
- Borókai Gábor–Kondor Katalin–Sajgó Szabolcs: Mennyország és pokol határain; Éghajlat, Bp., 2005 (Manréza-füzetek)
- Pannon pumák, hun hiénák és más állatságok. Magyarország homorú valósága, 2005-2009; Heti Válasz, Bp., 2009
- Média, közösség, szolgálat. Ösvénykeresés az infódzsungelben. Borókai Gáborral, Süveges Gergővel, Révész T. Mihállyal, Várszegi Asztrikkkal Gégény István beszélget; Gégény István, Győr, 2012

## Díjai, elismerései
- A Magyar Érdemrend tisztikeresztje (2013)